# Landtagswahlkreis Horn
Der Wahlkreis Horn (Wahlkreis 7) ist ein Wahlkreis in Niederösterreich, der den politischen Bezirk Horn umfasst. Bei der Landtagswahl 2013 ging die Österreichische Volkspartei (ÖVP) mit 64,1 % als stärkste Partei hervor, wobei die ÖVP auch als einzige der kandidierenden Parteien eines der drei Grundmandate erringen konnte.

## Geschichte
Niederösterreich war bis 1992 in vier Wahlkreise unterteilt, wobei der Bezirk Horn zum Landtagswahlkreis Viertel ober dem Manhartsberg gehörte. Mit der Landtagswahlordnung 1992 wurde die Zahl der Wahlkreise auf 21 erhöht und der Bezirk Horn zu einem eigenen Wahlkreis erhoben.
Seit der Schaffung des Wahlkreises erreichte die Österreichische Volkspartei (ÖVP) bei jeder Landtagswahl im Wahlkreis Horn die absolute Mehrheit, wobei das Ergebnis der Volkspartei zwischen 58 und 64 % schwankte. Ihr bisher bestes Ergebnis schaffte die ÖVP bei der Landtagswahl 2008 mit 67,3 %. Bei der letzten Landtagswahl im Jahr 2013 erreichte die ÖVP 64,1 %. Damit verlor die ÖVP auch ihr Grundmandat, dass sie bei der Wahl 2003 erstmals erworben und 2008 hatte verteidigen können.
Die Sozialdemokratische Partei Niederösterreich (SPÖ) belegte bei jeder Landtagswahl im Wahlkreis Horn den zweiten Platz, wobei sie 1993 mit 24,0 % ihr bestes Ergebnis erreichte. Nachdem sie SPÖ zwischen 1998 und 2003 auf 21,7 bzw. 22,6 % gekommen war, sackte sie 2008 auf 18,1 % ab. Auch bei der Landtagswahl 2013 verlor sie über 2 %, wodurch sie mit 15,6 % ihr bisher schlechtestes Ergebnis im Wahlkreis erzielte.
Die Freiheitliche Partei Österreichs (FPÖ) konnten im Wahlkreis Horn bisher bei vier der fünf Wahlen den dritten Platz belegen, wobei sie 1998 mit 14,2 % ihr bestes Ergebnis erreichte. In der Folge stürzte sie aber im Zuge der Affäre um Peter Rosenstingl auf 5,2 % ab und landete damit 2003 nur noch knapp vor den Grünen. Nachdem die FPÖ 2008 wieder leicht auf 6,4 % zulegen konnte, konnte sie sich auch 2013 auf 7,4 % steigern.
Die Grünen – Die Grüne Alternative (GRÜNE) konnten sich zwischen 1993 und 2013 langsam aber sukzessive von 2,1 auf 5,8 % steigern. 2013 fielen die Grünen jedoch durch das Antreten des Team Stronach (FRANK bzw. TS) auf den fünften Platz zurück. Das Team Stronach konnte hingegen bei seinem ersten Antreten im Wahlkreis Horn auf Anhieb 6,7 % erreichen und stieß dadurch auf den dritten Platz der kandidierenden Parteien vor.

## Wahlergebnisse
| Wahltermin      | GM |                    | ÖVP   | SPÖ   | FPÖ   | GRÜNE | Sonstige |
| 16. Mai 1993    |    | Stimmenanteile (%) | 58,86 | 24,00 | 9,83  | 2,13  | 5,17     |
| 16. Mai 1993    | 1  | Grundmandate       | 0     | 0     | 0     | 0     | 0        |
| 22. März 1998   |    | Stimmenanteile (%) | 58,33 | 21,70 | 14,20 | 2,85  | 2,92     |
| 22. März 1998   | 1  | Grundmandate       | 0     | 0     | 0     | 0     | 0        |
| 30. März 2003   |    | Stimmenanteile (%) | 67,27 | 22,58 | 5,21  | 3,99  | 0,94     |
| 30. März 2003   | 1  | Grundmandate       | 1     | 0     | 0     | 0     | 0        |
| 9. März 2008    |    | Stimmenanteile (%) | 68,64 | 18,07 | 6,43  | 4,83  | 2,03     |
| 9. März 2008    | 1  | Grundmandate       | 1     | 0     | 0     | 0     | 0        |
| 3. März 2013    |    | Stimmenanteile (%) | 64,05 | 15,59 | 7,37  | 5,82  | 7,17     |
| 3. März 2013    | 1  | Grundmandate       | 0     | 0     | 0     | 0     | 0        |
| 28. Jänner 2018 |    | Stimmenanteile (%) | 64,99 | 15,79 | 11,72 | 4,11  | 3,39     |
| 28. Jänner 2018 | 1  | Grundmandate       | 0     | 0     | 0     | 0     | 0        |
| 29. Jänner 2023 |    | Stimmenanteile (%) | 53,53 | 14,03 | 22,13 | 5,44  | 4,87     |
| 29. Jänner 2023 | 1  | Grundmandate       | 0     | 0     | 0     | 0     | 0        |